# ナイジェル・ピアソン
ナイジェル・ピアソン（Nigel Pearson、1963年8月21日 - ）は、イングランド・ノッティンガム出身の元プロサッカー選手、現サッカー指導者。現役時代のポジションは、ディフェンダー。

## 選手経歴
1981年11月、当時2部に所属していたシュルーズベリー・タウンFCでプロキャリアをスタート。
1987年より加入したシェフィールド・ウェンズデイFCではリーグカップ優勝とファーストディビジョン昇格を達成した。またプレミアリーグにおいてゴールを記録したクラブ初の選手である。
1994年、ミドルズブラFCに移籍。加入初年度でファーストディビジョン制覇とプレミアリーグ昇格を果たした。1998年、現役引退を宣言。

## 指導者経歴
2020年7月19日現在
| チーム                       | 就任           | 離任           | 記録 | 記録 | 記録 | 記録 | 記録  | Ref   |
| チーム                       | 就任           | 離任           | P    | W    | D    | L    | Win % | Ref   |
| ---------------------------- | -------------- | -------------- | ---- | ---- | ---- | ---- | ----- | ----- |
| カーライル                   | 1998年12月17日 | 1999年5月17日  | 30   | 5    | 13   | 12   | 016.7 | [ 3 ] |
| WBA（暫定）                  | 2006年9月18日  | 2006年10月17日 | 4    | 3    | 1    | 0    | 075.0 | [ 3 ] |
| U-21イングランド代表（暫定） | 2007年3月24日  | 2007年3月24日  | 1    | 0    | 1    | 0    | 000.0 | [ 4 ] |
| ニューカッスル（暫定）       | 2007年5月6日   | 2007年5月15日  | 1    | 0    | 1    | 0    | 000.0 | [ 3 ] |
| ニューカッスル（暫定）       | 2008年1月9日   | 2008年1月16日  | 2    | 1    | 0    | 1    | 050.0 | [ 3 ] |
| サウサンプトン               | 2008年2月18日  | 2008年5月30日  | 14   | 3    | 7    | 4    | 021.4 | [ 3 ] |
| レスター                     | 2008年6月20日  | 2010年6月29日  | 107  | 55   | 30   | 22   | 051.4 | [ 3 ] |
| ハル                         | 2010年6月29日  | 2011年11月15日 | 64   | 23   | 20   | 21   | 035.9 | [ 3 ] |
| レスター                     | 2011年11月15日 | 2015年6月30日  | 182  | 85   | 38   | 59   | 046.7 | [ 3 ] |
| ダービー                     | 2016年5月27日  | 2016年10月8日  | 14   | 3    | 5    | 6    | 021.4 | [ 3 ] |
| OHルーヴェン                 | 2017年9月22日  | 2019年2月3日   | 56   | 18   | 15   | 23   | 032.1 | [ 5 ] |
| ワトフォードFC               | 2019年12月6日  | 2020年7月19日  | 22   | 7    | 5    | 10   | 031.8 |       |
| Total                        | Total          | Total          | 497  | 203  | 136  | 158  | 040.8 | —     |

## タイトル

### 選手
シェフィールド・ウェンズデイ
- フットボールリーグカップ: 1991

ミドルズブラ
- フットボールリーグ・ファーストディヴィジョン: 1994-95

個人
- フットボールリーグ・セカンドディビジョン年間ベストイレブン: 1990-91
- フットボールリーグ・ファーストディビジョン年間ベストイレブン: 1997-98

### 監督
レスター
- フットボールリーグ・チャンピオンシップ: 2013-14
- フットボールリーグ1: 2008-09

個人
- プレミアリーグ月間最優秀監督: 2015年4月
- フットボールリーグ・チャンピオンシップ月間最優秀監督: 2010年2月, 2013年1月, 2014年1月, 2014年3月
- フットボールリーグ1月間最優秀監督: 2008年8月, 2008年12月